# 金井昭彦
金井 昭彦（かない あきひこ）は、日本の国土交通官僚。国土交通省大臣官房審議官や、観光庁審議官、国土交通省近畿運輸局長などを歴任した。

## 人物・経歴
群馬県前橋市出身。群馬県立前橋高等学校を経て、京都大学経済学部卒業。1989年運輸省入省、国際運輸・観光局観光部企画課。1993年運輸省関東運輸局自動車第一部旅客第一課長。1996年運輸省運輸政策局複合貨物流通課補佐官。1999年外務省在大韓民国日本国大使館一等書記官。2003年国土交通省総合政策局政策課企画専門官。2005年国土交通省中部運輸局自動車交通部長。
2007年国土交通省大臣官房総務課企画官（自動車交通局併任）。2008年鉄道建設・運輸施設整備支援機構国鉄清算事業管理部担当部長。2011年国土交通省政策統括官付参事官（複合物流・物流施設）。同年国土交通省大臣官房参事官（物流産業）。2013年国土交通省総合政策局物流政策課長。
2014年国土交通省大臣官房参事官（税制担当）。2015年国土交通省航空局航空ネットワーク部首都圏空港課長。2017年国土交通省航空局総務課長。2018年国土交通省大臣官房審議官（国土政策局、観光庁担当）、観光庁審議官。2019年国土交通省大臣官房審議官（公共交通・物流政策担当）。
2021年国土交通省近畿運輸局長、大阪府都市計画審議会委員、滋賀県都市計画審議会委員、和歌山県都市計画審議会委員、奈良県都市計画審議会委員、大阪市防災会議委員、滋賀県防災会議委員、堺市防災会議委員、京都府防災会議委員、京都府国民保護協議会委員、大阪マラソン組織委員会委員。2022年2025年大阪・関西万博交通円滑化推進会議協力委員。2023年国土交通省大臣官房付、即日辞職。2024年日本交通執行役員。